# デニル・カスティージョ
デニル・ダニエル・カスティージョ・プレシアード（Denil Deniel Castillo Preciado, 2004年3月24日 - ）は、エクアドル・エスメラルダス県エロイ・アルフォンソ出身のサッカー選手。デンマーク・スーペルリーガ・ミッティラン所属。エクアドル代表。ポジションはMF。

## クラブ経歴
2021年にLDUキトのトップチームに昇格。9月26日の国内リーグのマンタFC戦でベンチ入りするも、同チームでの出場機会は無し。
2023年4月24日、FCシャフタール・ドネツクがカスティージョと5年契約を締結し、6月30日より加入することを発表。7月29日のウクライナ・プレミアリーグのFCメタリスト1925ハルキウ戦の試合終了間際に起用され、プロデビュー。2-1の勝利に貢献した。
2024年7月1日、FCミッティランに移籍した。

## 代表経歴
2022年からU-20のエクアドル代表に招集され、2023年には南米ユース選手権と2023 FIFA U-20ワールドカップ]に出場した。